# 글리피지드
글리피지드(영어: glipizide)는 제2형 당뇨병 치료에 사용되는 설포닐유레아 계열의 항당뇨병제이다. 글루코트롤(영어: Glucotrol), 다이그린(영어: Digrin)이라는 상품명으로 판매된다. 글리피지드는 당뇨병 식이 및 운동과 함께 사용된다. 글리피지드는 제1형 당뇨병에 대해서 단독으로 사용되지 않는다. 글리피지드는 경구로 투여된다. 글리피지드의 효과는 일반적으로 30분 이내에 시작되며 최대 하루 동안 지속될 수 있다.
일반적인 부작용으로는 메스꺼움, 설사, 저혈당, 두통 등이 있다. 다른 부작용으로는 졸음, 피부 발진, 떨림 등이 있다. 간이나 신장 질환이 있는 사람의 경우 복용량을 조절해야 될 수도 있다. 임신 중이나 모유 수유 중에는 사용하지 않는 것이 좋다. 글리피지드는 이자(췌장)를 자극하여 인슐린을 방출하고 인슐린에 대한 조직 민감성을 증가시키는 방식으로 작동한다.
글리피지드는 1984년에 미국에서 의료용으로 승인되었다. 글리피지드는 복제약으로 이용 가능하다. 2020년에 미국에서 49번째로 많이 처방되는 약물이었으며, 처방 건수는 1,300만 건 이상이었다.

## 작용 메커니즘
글리피지드는 인슐린을 분비하는 이자의 랑게르한스섬 β 세포를 민감하게 하며, 이는 글리피지드를 섭취하지 않았을 때보다 포도당에 반응하여 더 많은 인슐린을 방출하게 한다. 글리피지드는 이자의 랑게르한스섬 β 세포 사이의 칼륨 통로를 부분적으로 차단함으로써 작용한다. 칼륨 통로를 차단함으로써 세포는 탈분극되어 전압 개폐 칼슘 통로가 열리게 된다. 결과적으로 칼슘 유입은 β 세포에서 인슐린의 방출을 촉진한다.

## 역사
글리피지드는 1969년에 특허를 받았고 1971년에 의료용으로 승인되었다. 글리피지드는 1984년에 미국에서 의료용으로 승인되었다.

## 같이 보기
- 제2형 당뇨병
- 리나글립틴
- 항당뇨병제
- 설포닐유레아
- 메트포르민